# Newcombia perkinsi
Newcombia perkinsi es una especie de molusco gasterópodo de la familia Achatinellidae en el orden de los Stylommatophora.

## Distribución geográfica
Es  endémica de los Estados Unidos. 